# LightBox Interactive
A LightBox Interactive egy amerikai független videójáték-fejlesztő cég, melyet 2009 januárjában alapítottak a megszűnt Incognito Entertainment – a Warhawk, a Twisted Metal: Black és a War of the Monsters fejlesztői – alkalmazottai.
Több éves, több videójátékra kiterjedő szerződést kötöttek a Sony Computer Entertainment of America céggel, amely keretén belül számos játékot fognak készíteni a PlayStation platformcsaládra. A stúdió 2009 őszén a utahi Salt Lake City-ből a texasi Austinba helyezte át székhelyét.

## Játékaik
| Cím      | Megjelenés       | Platform      | Megjegyzések                                        |
| -------- | ---------------- | ------------- | --------------------------------------------------- |
| Starhawk | 2012. február 1. | PlayStation 3 | A SCE Santa Monica Studióval való közös fejlesztés. |